# Мефистофелес
Мефистофелес (такође Мефисто, Мефистофилус, Мефист и Мефистофилис) је име једног од главних демона у хришћанској митологији. Мефисто се често користи као друго име за Сатану или Ђавола. Пошто су легенде о њему настале већином тек у периоду Ренесансе, Мефистофелес се не појављује у Библији. Ипак, по неким небиблијским хришћанским списима и многим седамнаестовековним причама, Мефистофелес је био први који се прикључио Луциферу у побуни против Бога на почетку времена. Када су побуњени анђели кажњени и прогнани из Раја, Мефистофелес је у Пакленој хијерархији добио место одмах испод Луцифера.
Најпознатија Мефистофелесова „улога“ јесте у легенди о Фаусту, који продаје своју душу Ђаволу. Ова легенда је записана у неколико верзија од којих је најпознатија Гетеова драма Фауст (у два дела). Мефистофелес се у Гетеовом делу сâм Фаусту представља као пали анђео, а такође се у „Прологу на небу“ појављује у пријатељско-пословном разговору са Богом.